# Ло Ла Шапелле
Елої Юбер «Ло» Ла Шапелле (нід. Eloi Hubert La Chapelle; 22 червня 1888, Буйтензорг, Голландська Ост-Індія — 23 липня 1966, Утрехт) — нідерландський футболіст, гравець у крикет і лікар.
Ла Шапель грав на позиції воротаря в складі клубу ГВВ. В 1907 році він зіграв один раз за національну збірну Нідерландів у виїзному матчі, зіграному в Дарлінгтоні, проти Англії (поразка 2:12). Був частиною команди, що виступала на літніх Олімпійських іграх 1908 року, але був запасним і не нагороджений бронзовою медаллю.
Також грав у крикет в клубах «Вольгардінг» і ГКК. Виступав у збірній Нідерландів з крикету.
Ла Шапелле одружився з Генрієттою Йоганною Марією ван Гурп 1 липня 1915 року в Роттердамі. Вивчав медицину в Лейденському університеті в 1912 році, де отримав звання лікаря в 1914 році, а в 1918 році отримав докторський ступінь. У 1917 році був призначений в армійський резерв. Ла Шапелле працював ортопедом, а потім хірургом. Оселився в Амстердамі. З 1954 по 1958 рік був викладачем Утрехтського університету.

## Титули і досягнення
- Чемпіон Нідерландів (1):

ГВВ (Гаага): 1907

## Статистика
| Дата       | Місто      | Господарі | Результат | Гості      | Турнір           | Голи | Примітки                 |
| ---------- | ---------- | --------- | --------- | ---------- | ---------------- | ---- | ------------------------ |
| 21-12-1907 | Дарлінгтон | Англія    | 12 – 2    | Нідерланди | товариський матч | -    | Аматорська збірна Англії |
| Усього     |            | Матчів    | 1         |            | Голів            | -12  |                          |